# تاجوج

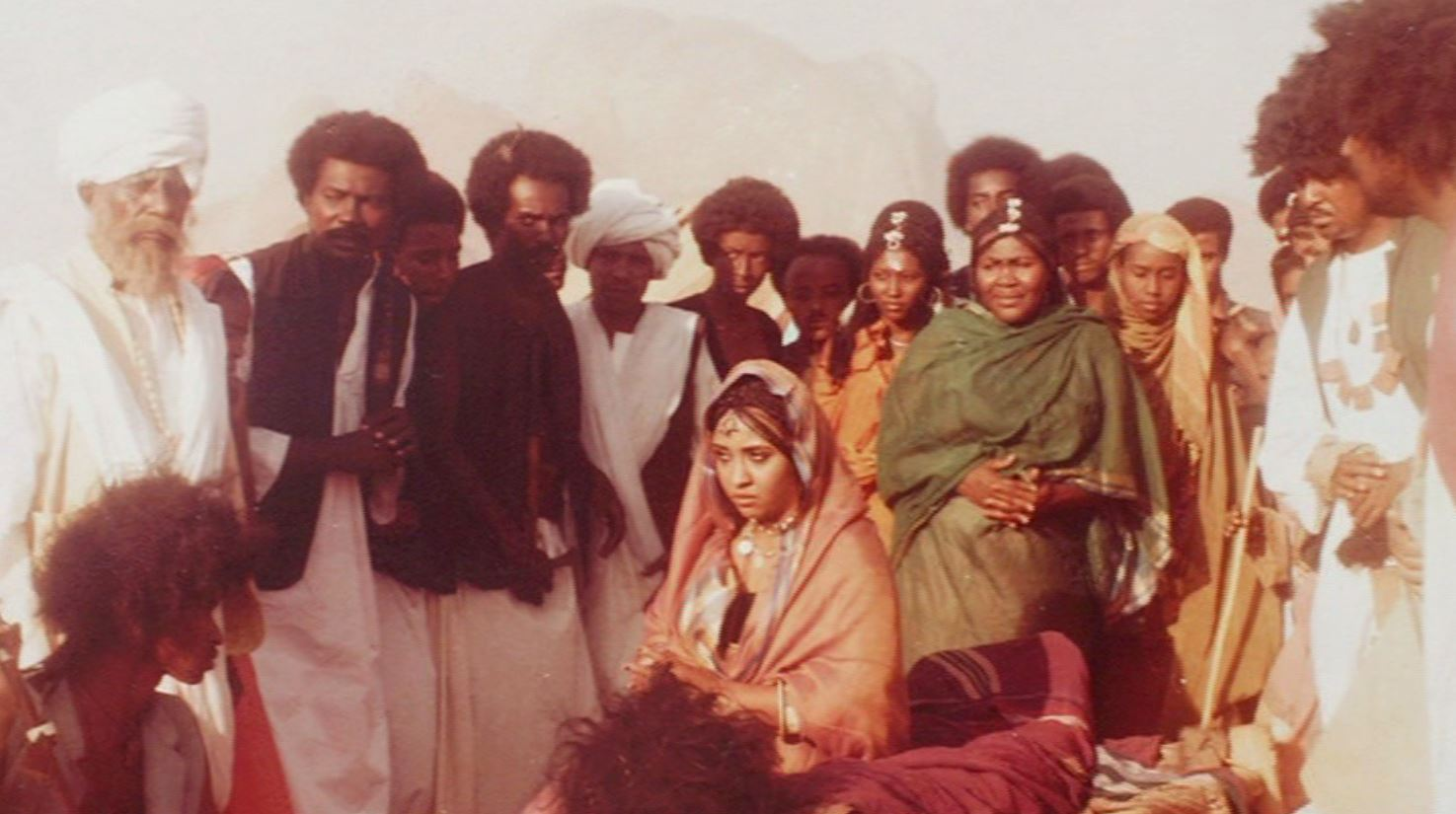
طاقم تصوير فيلم تاجوج للمخرج السوداني جاد الله جبارة عام 1977

تاجوج فيلم تاريخي رومانسي سوداني من إخراج جاد الله جبارة سنة 1977. 
يعتبر أول فيلم روائي طويل عن السودان. يتناول قصة درامية عن الحب التعيس لاثنين من الخاطبين تجاه البطلة، تدور أحداثها في ريف شرق السودان، ويظهر فيها الممثل الشهير صلاح بن البادية. يعتبر ضمن أفضل الأفلام في السينما الأفريقية.

## القصة
يعود أصل هذا الفيلم إلى قصة حب وقعت في قديم الزمان، بطلتها فتاة تدعى تاجوج من قبيلة الحمران المهاجرة من حضرموت في اليمن إلى جزيرة سواكن في السودان، والتي انتهت قصة حبها نهاية مأساوية، وأصبحت من القصص المشهورة التي اهتم بها المؤرخون وذكروها في كتبهم ومذكراتهم.

## جوائز

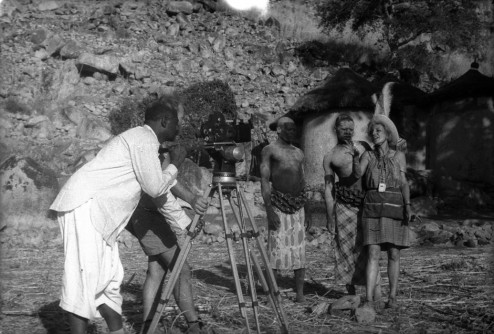
المخرج السوداني جاد الله جبارة مع المصور الألماني ليني ريفنشتال يصوران صورًا وثائقية في جبال النوبة بالسودان

تلقى الفيلم آراء إيجابية من النقاد. حاز الفيلم على جائزة تمثال نفرتيتي، أعلى جائزة سينمائية في مصر في مهرجان القاهرة السينمائي الدولي سنة 1982، وفاز بجوائز في مهرجانات الإسكندرية، وواغادوغو، وطهران، وأديس أبابا، وبرلين، وموسكو، وكان، وقرطاج.

## روابط خارجية
- تاجوج على موقع IMDb (الإنجليزية)
- تاجوج على موقع فيلمافينيتي (الإسبانية)
- تاجوج على موقع قاعدة بيانات الفيلم (الإنجليزية)
- تاجوج على موقع ليتربوكسد (الإنجليزية)